# Embusen

Ejemplo: Embusen taikyoku shodan

En el arte marcial del kárate, el término japonés embusen se usa para designar la dirección del movimiento en una forma o kata, es decir, hacia dónde debe desplazarse el ejecutante. Algunas veces el embusen del kata es una línea recta, otras tiene forma de H, de Y, o de L, y otras veces presenta formas mucho más complejas, que se asemejan a los Kanji del idioma japonés que incluyen diversos significados. 
Se puede describir también como la línea que se describe al moverse en la realización del kata, visto desde arriba. 
Se dice que «se queda fuera del embusen» si, durante o tras la realización del kata, el karateka queda en una posición que no es la correcta, según el estándar aprobado para las formas de competencia o shitei kata. Sin embargo en los estilos de karate de okinawa el "embusen" no siempre termina en el mismo sitio. 
- Datos: Q937804